# 31.º distrito congresional de Texas
El 31.º distrito congresional es un distrito congresional que elige a un Representante para la Cámara de Representantes de los Estados Unidos por el estado de Texas.  Según la Oficina del Censo, en 2011 el distrito tenía una población de 881 562 habitantes. Actualmente el distrito está representado por el Republicano John Carter.

## Geografía
El 31.º distrito congresional se encuentra ubicado en las coordenadas 30°49′44″N 97°32′8″O / 30.82889, -97.53556.

## Demografía
Según la Oficina del Censo de los Estados Unidos, en 2011 había 881 562 personas residiendo en el 31.º distrito congresional. De los 881 562 habitantes, el distrito estaba compuesto por 693 326 (78.6%) blancos; de esos, 666 758 (75.6%) eran blancos no latinos o hispanos. Además 109 753 (12.4%) eran afroamericanos o negros, 4 225 (0.5%) eran nativos de Alaska o amerindios, 30 041 (3.4%) eran asiáticos, 2 911 (0.3%) eran nativos de Hawái o isleños del Pacífico, 37 691 (4.3%) eran de otras razas y 30 183 (3.4%) pertenecían a dos o más razas. Del total de la población 188 005 (21.3%) eran hispanos o latinos de cualquier raza; 149 502 (17%) eran de ascendencia mexicana, 16 502 (1.9%) puertorriqueña y 1 569 (0.2%) cubana. Además del inglés, 2 524 (13.1%) personas mayor a cinco años de edad hablaban español perfectamente.
El número total de hogares en el distrito era de 304 601, y el 72.7% eran familias en la cual el 38.1 tenían menores de 18 años de edad viviendo con ellos. De todas las familias viviendo en el distrito, solamente el 56% eran matrimonios. Del total de hogares en el distrito, el 4.3 eran parejas que no estaban casadas, mientras que el 0.4% eran parejas del mismo sexo. El promedio de personas por hogar era de 2.81. 
En 2011 los ingresos medios por hogar en el distrito congresional eran de US$55 753, y los ingresos medios por familia eran de US$81 469. Los hogares que no formaban una familia tenían unos ingresos de US$84 901. El salario promedio de tiempo completo para los hombres era de US$43 623 frente a los US$37 300 para las mujeres. La renta per cápita para el distrito era de US$25 219. Alrededor del 8.5% de la población estaban por debajo del umbral de pobreza.